# Administrația Fluvială a Dunării de Jos
Administrația Fluvială a Dunării de Jos (AFDJ) Galați este o companie deținută de Statul Român, care îndeplinește funcția de autoritate de căi navigabile pe sectorul românesc al Dunării de la intrarea în țară, la km 1.075, până la ieșirea în Marea Neagră.
Administrația Fluvială a Dunării de Jos Galați are ca sarcină principală asigurarea condițiilor de navigație pe Dunăre prin lucrări de dragaje, măsurători topohidrografice, semnalizare costieră și plutitoare, pilotaj pe sectorul Dunării maritime și în porturile maritime dunărene, transporturi speciale pe Dunărea maritimă și fluvială, remorcaje interne și internaționale etc.
Are în dotare șalupe, pilotine, pontoane, drăgi, șalande, macarale, remorchere, nave de semnalizare etc.